# ساحة الأبطال الوطنية (ماليزيا)
ساحة الأبطال الوطنية (ماليزيا) هو نصب تذكاري ونصب حربي في بوتراجايا، ماليزيا. يقع النصب التذكاري في الدائرة 1 كمكان للاحتفال بعيد البهلووان.

## التاريخ
اكتمل بناؤه في عام 2016، وهو موقع الاحتفال بيوم الأبطال كل عام في ماليزيا وفقًا لقرار مجلس الإفتاء الوطني في عام 1998، وأحدثها في أبريل 2009، كما استضافت الساحة الجديدة أول احتفال بالألوان في نفس العام.

## أقسامه
- الساحة الرئيسية.
- الجناح التذكاري للحرب الماليزية (جناح النصب التذكاري لبيرينجاتان بيرانج).
- متحف القوات المسلحة والشرطة الماليزية.